# Simone Wendel
Simone Wendel (* 1974 in Bad Dürkheim) ist eine deutsche Dokumentarfilmerin, Regisseurin, Filmproduzentin und Art Directorin.

## Leben
Simone Wendel machte von 1992 bis 1995 eine Ausbildung zur Schauwerbegestalterin bei Appelrath-Cüpper in Mannheim. 1998 begann sie Kommunikationsdesign in Mannheim und Darmstadt zu studieren. 2004 schloss sie ihr Studium erfolgreich ab. Bereits während ihres Studiums arbeitete sie freiberuflich als Autorin, Regisseurin, Produzentin und Kommunikationsdesignerin. Ihr erster Dokumentarfilm, eine Auftragsarbeit für das Deutsche Architekturmuseum zu Friedensreich Hundertwasser („Elf Architekten über Friedensreich Hundertwasser. Ein Sonntagsarchitekt“), erschien 2005. Im selben Jahr gründete sie als Geschäftsführerin Projekt Gold – Filmemacher, ein Autoren- und Regieteam, das Auftragsarbeiten verschiedener Genres und Formate produziert, aber auch eigeninitiierte Projekte durchführt.
2006 war sie Produzentin des Kurzfilms Der erste Engel mit Ralf Herforth und Heinz Werner Kraehkamp. 2010 erschien der Kurzfilm und Experimentalthriller The Short Case of Record 12 / Record 12 mit Meret Becker, Iris Böhm und Richard van Weyden, bei dem sie sowohl Regie führte als auch Produzentin war. 2014 und 2016 setzte Projekt Gold die Filmporträtserie Mannheim – Projekt Gold um, die 9 Kurzfilm-Porträts über Kreative aus Mannheim vorstellt und in Kooperation mit der Wirtschaftsförderung der Stadt Mannheim entstand.
Simone Wendels erster Kino-Dokumentarfilm Kings of Kallstadt erschien 2014 in Koproduktion mit dem SWR und Arte. Außerdem wurde Kings of Kallstadt von der Produzentin Kathleen Glynn als Mentorin und Consulting Producer begleitet. Der Film stellt Simone Wendels Heimatdorf Kallstadt in der Pfalz vor, aus dem ebenso die Familie Donald Trumps und der Vater von Henry John Heinz stammen. Dazu interviewte Simone Wendel Donald Trump im Trump Tower, in dem sich Trump stolz auf seine deutschen Wurzeln zeigte. Kings of Kallstadt wurde mehrfach ausgezeichnet, darunter mit dem Roger Ebert Prize auf dem Traverse City Film Festival des amerikanischen Regisseurs Michael Moore.
Simone Wendel lebt und arbeitet in Mannheim.

## Filmografie
- Elf Architekten über Friedensreich Hundertwasser. Ein Sonntagsarchitekt (2005)
- Der erste Engel (Regie Mario A. Conte) (2006)
- Die schwarze Rose oder wie Herr Fossenrath versuchte, die Welt nicht zu verändern (Regie Mario A. Conte) (2008)
- Safari BRD (2007–2009)
- The Short case of Record 12 / Record12 (2009, 2010)
- Suizid Spenger (Art Director) (2010)
- artscoutone – Kunst – Parcour – Mannheim (2011)
- Die Gründungsstadt (2012)
- Mannheim – Projekt Gold, Staffel 1 & 2 (2014 und 2016)
- Mannheimer Existenzgründerpreis Gewinnerfilme (2016, 2017, 2018)
- Maifeld Derby – Aftermovie (Regie Donni Schönemond) (2017)
- Lights out (Musikvideo, Regie Niels Reinhard) (2017)
- Kings of Kallstadt (2014)
- Der Fraunhofer Präsident – Prof. Neugebauer (2017)
- Together. The End. (Regie Sven Münstermann) (2018)

## Teilnahme an Filmwettbewerben
- California Independent Filmfestival mit Der erste Engel
- Jupiter TV Award International Competition mit Der erste Engel
- Shocking Shorts Award mit Der erste Engel
- Scoop Ideenwettbewerb Axel Springer mit Safari BRD
- California Independent Filmfestival mit The Short Case of Record 12
- Filmfestival Max Ophüls Preis 2009 mit Record 12
- Dokumentarfilm Ideenwettbewerb des Bayerischen Rundfunks mit Kings of Kallstadt

## Auszeichnungen
- Hans W. Geißendörfer Nachwuchspreis für Der erste Engel
- Special Jury Award Rautger Hauers Filmfestival für The Short Case of Record 12
- Zum goldenen Hirsch Publikumspreis für The Short Case of Record 12
- Joseph Binder Award, Design Austria für Designprojekt Lokalplan
- Shorts at Moonlight Publikumspreis für Suizid Spengler
- ClipAward Publikumspreis mit Suizid Spengler
- Zum goldenen Hirsch Publikumspreis mit Suizid Spengler
- Roger Ebert Prize – Michael Moore Traverse City Film Festival für Kings of Kallstadt